# Wafic Zantout
Wafic Zantout (arabe : وفيق زنتوت), né en 1945 à Saïda, est un homme politique et syndicaliste libanais.
Il fonde en 1972 un parti politique éphémère, qui durera jusqu’en 1977 : le Bloc du Congrès populaire. Il est aussi vice-président du syndicat des propriétaires d’autobus et des agences de transport au Liban.
Il est depuis 2001 membre du conseil exécutif du Mouvement du renouveau démocratique dirigé par Nassib Lahoud et participe à de nombreuses rencontres des forces de l'Alliance du 14 Mars. Il est élu vice-président du Renouveau démocratique le 24 juillet 2013.